# Vikevåg
Vikevåg er en by der er administrationscenter i Rennesøy kommune i Rogaland fylke i Norge. Byen har 726 indbyggere (2012), og ligger ved Mastrafjorden på den sydvestlige del af øen Rennesøy. Hausken kirke ligger her.
Mastrafjordstunnelen, der er en del af Rennfastforbindelsen, og fører Europavej 39 under fjorden fra Mosterøy, kommer op ved Vikevåg.